# Телевицкая, Дина Александровна
Дина Александровна Телевицкая (13 мая 1951, Горький — 5 декабря 2011, Санкт-Петербург) — российская поэтесса и прозаик, автор стихов и прозы для детей и взрослых, педагог.

## Биография
Дина Александровна Телевицкая родилась 13 мая 1951 года в городе Горьком (Нижнем Новгороде).
С 15 лет она начала педагогическую работу — вожатой в пионерском лагере и одновременно — писательско-журналистскую — в городских и областных газетах.
В 1966 году газета «Пионерская правда» опубликовала её стихотворение «Зимний вечер». А с 1967 года в городских и областных газетах г. Горького и Дзержинска публикуются её информации, заметки, статьи, очерки, стихи и рассказы.
Закончив в 1972 г. филологическое отделение историко-филологического факультета Горьковского педагогического института, Дина Александровна работала корректором в Волго-Вятском книжном издательстве, корреспондентом в газете «Волжская магистраль», «Борская правда», учителем русского языка и литературы в ШРМ№ 3. Одновременно писала сценарии для детских передач горьковского телевидения: «У Микешки ровно в семь» и «Спокойной ночи, малыши!»
В 1976 г. переехала в Ленинград, где работала экскурсоводом в Петродворце, учителем литературы в 249 школе, в 53 ПТУ.
Всё это время Дина Александровна продолжала заниматься писательской и журналистской работой. В течение многих лет её стихи для детей публиковали журналы «Пионер», «Веселые картинки», «Мурзилка», «Советская женщина», альманах «Дружба», «Круглый год» и др. Она работала внештатным корреспондентом газет «Смена» и «Ленинградская правда».
В 1989 г. Волго-Вятским издательством (г. Горький) была издана её первая книга для детей — поэтический сборник «Младшая сестра».
С 1991 года Д. А. Телевицкая, продолжая писательско-журналистскую работу, начинает преподавать в 441 гимназии Санкт-Петербурга. Сначала она ведёт спецкурс «Литературное творчество» для старших классов, а потом руководит созданным ей школьным литературным клубом «Гадкий Утенок»  (для детей 8-17 лет), действующей на его базе «Школой юного журналиста» и выпускает 4 раза в год газету «Школьное Окно», где все авторы её ученики.
Кроме публикаций литературных «утят» в школьной газете (вышло 58 номеров) и их выступлений в передачах Петербургского радио и Радио России, лучшие творческие работы детей-членов клуба (публицистика, поэзия и проза) вошли в 7 сборников, создатель, составитель и редактор которых — Дина Александровна.
В 2010 году сборник «Мы вместе или Гадкий Утёнок из Купчино», в котором более 30 авторов — «утята» из 441 школы, занял первое место в городе и третье в регионе в номинации «Лучший издательский проект» конкурса «За нравственный подвиг учителя».
Д. А. Телевицкая сама переводила и публиковала стихи своих учеников для иностранных интернет-журналов и международных коллективных сборников.
Дина Александровна Телевицкая — член Союза журналистов и Союза литераторов России, член Международного Совета авторов и иллюстраторов детской книги в США (SCBWI).
Умерла 5 декабря 2011 года в Санкт-Петербурге.

## Книги для детей
- Младшая сестра. Стихи для детей младшего школьного возраста. — Горький: Волго-Вятское книжное издательство,, 1989. — 10 000 экз. — ISBN 5–7420-0287.
- Волшебный замок фей. Повесть-сказка  для детей  и взрослых. — Калининград: ИПП "Янтарный сказ", 1994. — 25 000 экз. — ISBN 5-7406–0024–3.
- Барабашка, ты здесь? Фантастическая  повесть  для детей  и взрослых [2]. — Калининград: ИПП "Янтарный сказ", 1994. — 30 000 экз. — ISBN 5–7406–0025–1.
- Спокойной ночи. Сказки  и стихи для детей. — Калининград: ИПП "Янтарный сказ", 1996. — 10 000 экз. — ISBN 5–7406–0039–1.
- Добрых снов. Сказки  и стихи для детей. — Калининград: ИПП "Янтарный сказ", 2000. — 4000 экз. — ISBN 5–7406–0205–х.
- Сказки Брусничного леса. Роман-сказка для детей младшего и среднего школьного возраста. — СПб.: ОАО "Иван Федоров", 1996. — 12 000 экз. — ISBN 5-85952-052-2.
- Дневник школьницы. Стихотворная повесть. Для детей среднего школьного возраста. — Санкт-Петербург: "Четверг", 1998.
- Земляничное мороженое. Роман-сказка для детей младшего, среднего школьного возраста. — Санкт-Петербург: «Четверг», "ВВМ"., 2004. — 1000 экз. — ISBN 5-9651–0057-4.
- В царстве фонтанов. Стихотворная повесть-экскурсия по парку фонтанов Петергофа для детей. — Санкт-Петербург: "ВВМ", 2005. — 1000 экз. — ISBN 5-9651–0094-9.
- Петербургские сказки. — Санкт-Петербург: "Четверг", 2002.

- Сказки про Ворону-Матрёну. — Санкт-Петербург: "Четверг", 2008.
- Я расскажу вам. Стихи и сказки для детей. — Санкт-Петербург: "Четверг", 2006.

## Лирика для взрослых
- Сердце на ладони Стихи. — Йошкар-Ола: Стезя, 1993.
- Пять рассказов о любви. Стихи и рассказы. — Санкт-Петербург: Четверг, 1998.
- Надо жить!. — Санкт-Петербург: Четверг, 2006.
- It is necessary to live! A poetry collection. — Санкт-Петербург: Borey Art Centr, 2006. — ISBN 5-7187-0724-3.